# سرهمی

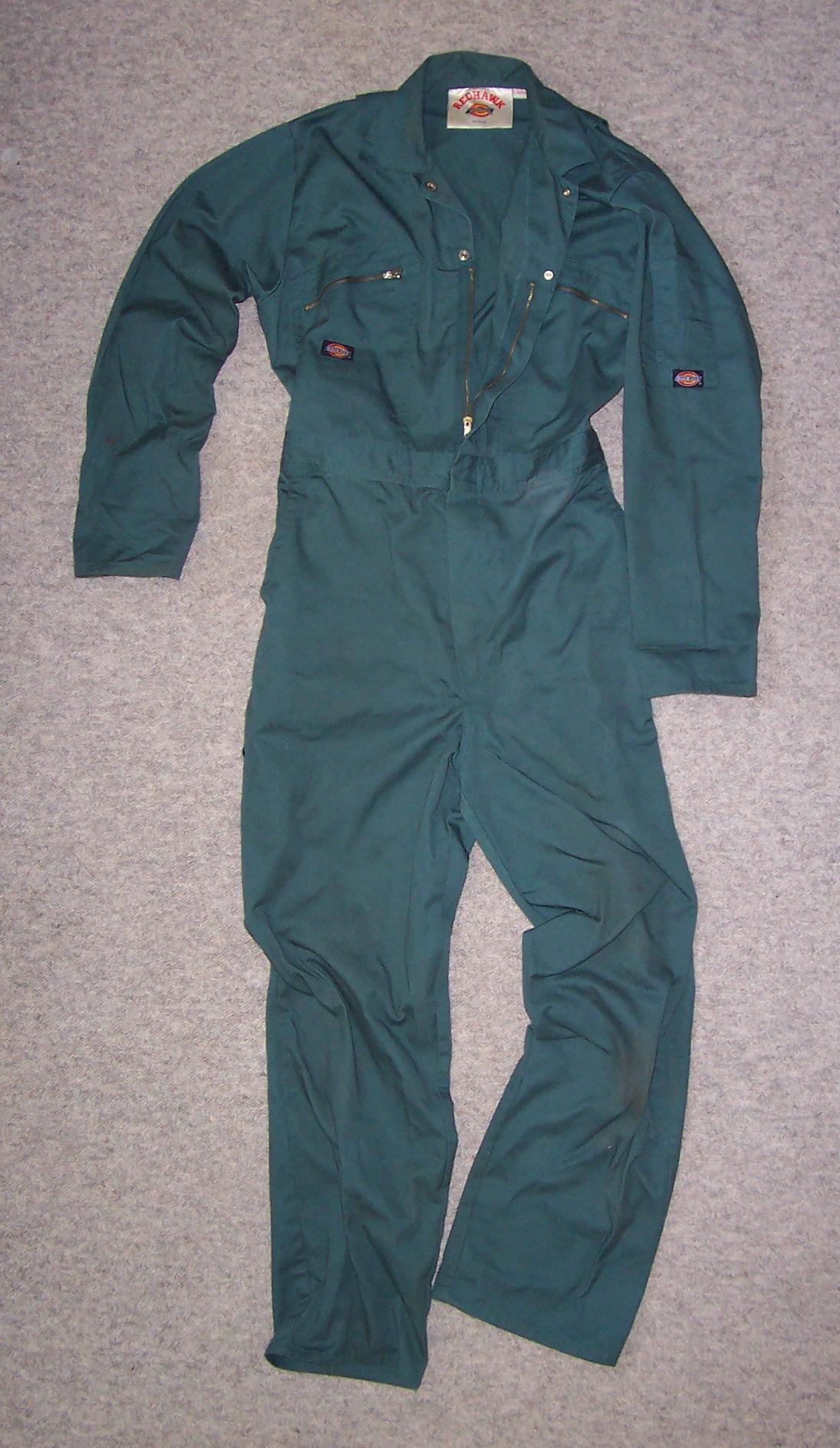
لباس کار سرهمی

سرهمی اصطلاحاً به هرگونه لباس یک تکه ای گفته می‌شود که پوششی برای تمام بدن باشد. گستردگی و توجه ویژه‌ی طراحان مد و لباس، موجب توسعه و تنوع بیشمار اینگونه لباس‌ها در سال‌های اخیر شده است. در اصل سرهمی ها نخست برای مشاغل و به عنوان لباس کار شکل گرفتند. پوشش کامل این شکل از لباس‌ها، آن‌ها را به محافظ خوبی برای بدن در برابر انواع آسیب‌های بیرونی چون تابش خورشید تبدیل می‌کرد. لذا اشکال اولیه‌ی سرهمی از الیاف‌ها و پارچه‌های ضخیم و مقاوم چون جین و به عنوان لباس کار تولید و عرضه می‌شدند. استفاده از این لباس ها تا آنجا گشترش یافت که گستره‌ی استفاده از این شکل لباس از لباس‌های کار تا لباس راحتی و لباس مجلسی و مهمانی توسعه یافته و مورد استقبال تمامی رده‌های سنی قرار گرفته است.

## تاریخچه
این که این لباس های سرهمی دقیقاً از کی طراحی و دوخته شد زیاد مشخص نیست ولی طبق تحقیقات این لباس های سرهمی ابتدا در حدود سال 1776 و برای برای کارهای سخت پوشیده می شد. بعدها در حدود سال 1890 این لیاس ها به صورت انبوده وارد باز شدند. ابتدا این لباس ها بدون جیب طراحی شده بود و بعدها برای داشتن کارایی بیشتر دارای جیب هایی روی قسمت شلوار و یک جیب کیسه مانند روی سینه طراحی و دوخته شد. در طول جنگ جهانی دوم زنان بعد از این که مردان در جنگ مشغول بودند، مشغول انجام کارهای کارخانه ای شدند و از این لباس های سرهمی استفاده کردند. توجه ویژه طراحان لباس و مد، موجب پیدایش طرح‌های مجلسی و بیشماری در این دسته از پوشاک گشت. امروزه سرهمی ها در انواع مختلف و از پارچه‌های بسیار گوناگونی تولید می‌شوند و بخش قابل توجه‌ای از مد لباس به حساب می‌آیند.

## کاربرد لباس سرهمی
هیچ محدودیت سنی‌ای برای پوشیدن سرهمی‌ها وجود ندارد. اینگونه از لباس برای خانم‌ها ، آقایان و کودکان موجود است. کاربرد و گستردگی سرهمی ها نیز چندان محدودیتی ندارد. علاوه بر لباس کار و مشاغل مختلف، سرهمی‌ها امروزه برای مهمانی‌ها و مجالس، لباس ورزشی، به عنوان لباس راحتی و لباس خواب، در قالب لباس بیرون و به عنوان لباس فانتزی تولید و عرضه می‌شوند.

## انواع لباس سرهمی
شاید عمده‌ی تقسیم بندی لباس‌های سرهمی را بتوان از منظر نوع کاربرد و شکل دمپا و یقه دانست.